# Flatland: The Movie
Flatland: The Movie es un cortometraje de animación de 2007. Cuenta con las voces de Martin Sheen, Kristen Bell y Tony Hale. El argumento está basado en la novela corta (de geometría y sátira social) Flatland: A Romance of Many Dimensions de 1884 escrita por Edwin A. Abbott.

## Argumento
Hex es una joven hexágono que vive en un mundo bidimensional habitado por varios personajes geométricos. Vive con sus abuelos, Arthur y Arlene, porque su madre y su padre fueron ejecutados por creer en una tercera dimensión. La elite de los círculos les condenó por herejía.
Los círculos (que representan una poderosa elite, en realidad son una parodia de los científicos y políticos), conocen la tercera dimensión, pero deciden mantenerlo en secreto para que los habitantes de Planilandia no les resten autoridad.
Un cubo, colocado en un lugar visible para los habitantes de Planilandia, es escondido en un lugar conocido como Área 33h (una alegoría al Área 51, donde el Gobierno de los Estados Unidos escondía supuestamente las pruebas de extraterrestres), y Hex encuentra dicho lugar.
Spherius, un ser esférico de la tercera dimensión (alegoría de un extraterrestre), “contacta” con el abuelo de Hex mientras duerme. Entonces este decide ir a rescatar a su nieta enfrentándose a la elite de los círculos. Finalmente Spherius se muestra a los planilandenses, incluyendo a la elite.
El pueblo de Planilandia es liberado de la opresión de la clase poderosa de los círculos y empieza una nueva era.

## Elenco de actores
Por orden alfabético:
- Kristen Bell ...  Hex
- Lee Eddy ...  Helios
- Joe Estevez ...  Abbott Square
- Tony Hale ...  King of Pointland
- Curtis Luciani ...  King of Lineland
- Shannon McCormick ...  Triangle Guard
- T. Lynn Mikeska ...  Heptagon Mother
- Robert Murphy ...  Pentagon Reporter
- Garry Peters ...  Pantocyclus
- Martin Sheen ...  Arthur Square
- Danu Uribe ...  Arlene Square
- Michael York  ...  Spherius

## Recepción
El productor Seth Caplan reveló que Flatland fue más rentable que otros proyectos en los que había trabajado, a pesar de ser distribuido únicamente a través Internet y DVD.